# Borya
Borya là một chi thực vật có hoa trong họ Boryaceae.

## Hình ảnh

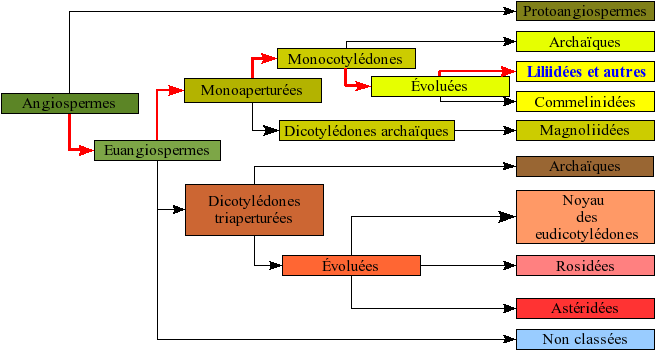
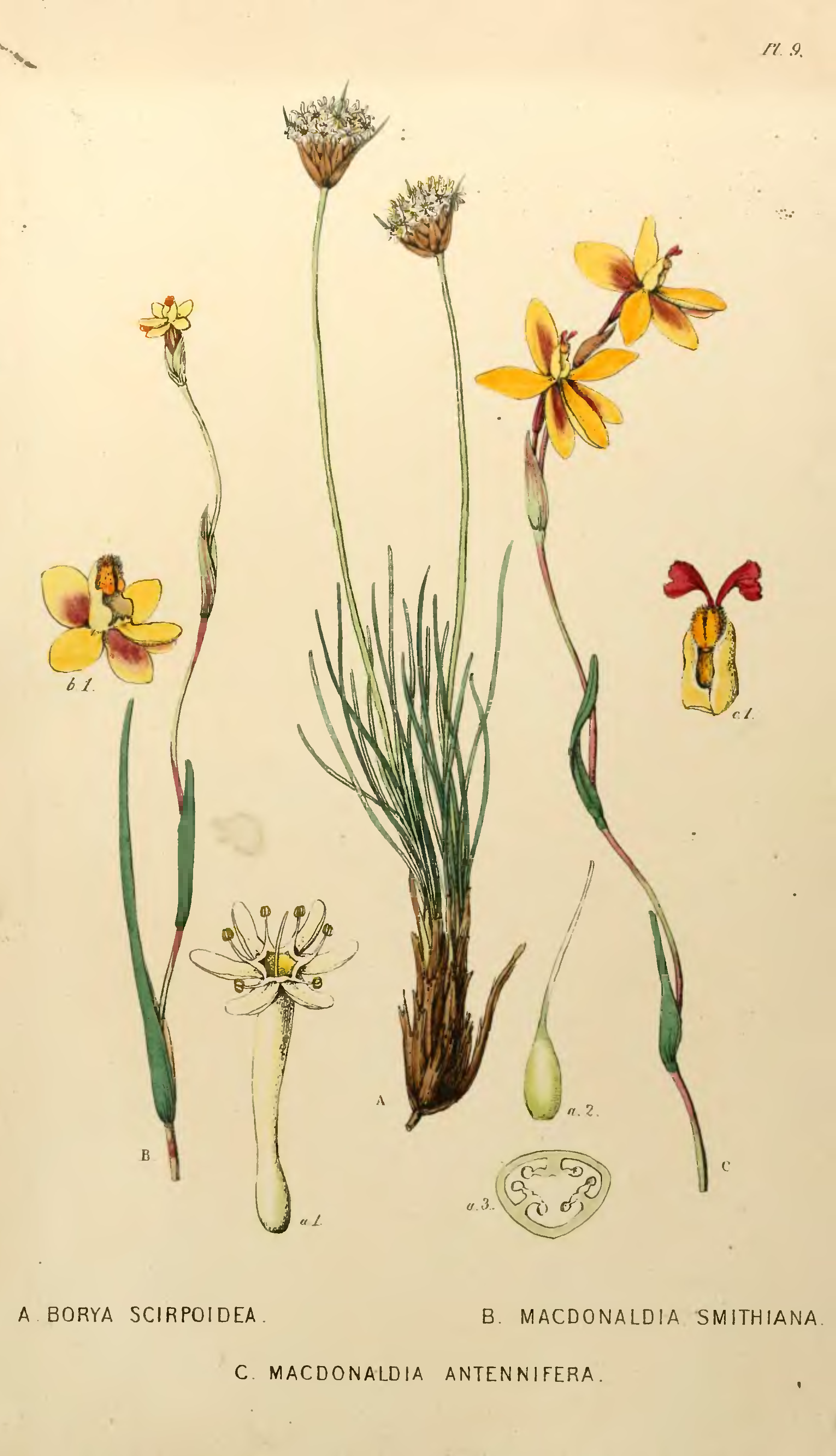